# Armillac
Armillac is een gemeente in het Franse departement Lot-et-Garonne (regio Nouvelle-Aquitaine) en telt 145 inwoners (2004). De plaats maakt deel uit van het arrondissement Marmande.

## Geografie
De oppervlakte van Armillac bedraagt 7,9 km², de bevolkingsdichtheid is 18,4 inwoners per km².
De onderstaande kaart toont de ligging van Armillac met de belangrijkste infrastructuur en aangrenzende gemeenten.

## Demografie
Onderstaande figuur toont het verloop van het inwonertal (bron: INSEE-tellingen).